# Mémorial de Falaise
Le Mémorial de Falaise - Les Civils dans la Guerre est un musée situé à Falaise dans le département du Calvados, région Normandie et consacré à la vie quotidienne des populations civiles au cours de la Seconde Guerre mondiale.
Le projet se veut symbolique des destructions subies par les villes normandes lors de la bataille de Normandie et, fait unique en son genre, un hommage aux 20 000 morts civils normands de cette dernière.

## Le musée

### Historique
La ville de Falaise a été détruite à 80 % lors des bombardements de 1944, impliquant des centaines de morts et de blessés, même si le tribut payé par d'autres communes a été plus lourd.
Jusqu'en 2011, Falaise dispose d'un musée consacré au second conflit mondial, le Musée août 44, qui était privé et exposait des objets et véhicules militaires. À la suite de la fermeture de ce dernier, la communauté de communes du Pays de Falaise souhaite lui trouver un remplaçant pour évoquer la même période historique. Après les premières études menées en 2012, le projet est peaufiné en 2013. Il s'accélère en 2014, année du 70e anniversaire du Débarquement et les travaux débutent en mai 2015.

### Bâtiment
Le musée est installé dans l'ancien tribunal d'instance de la ville, un édifice de la Reconstruction situé à proximité du château de Falaise. La salle immersive est située au-dessus des ruines d'une maison détruite par une bombe au phosphore en 1944 et retrouvée lors des travaux d'aménagement du musée. La maison, datée du XVIIIe siècle et d'une superficie de 500 m2, appartenait à une famille aisée et a fait l'objet de fouilles archéologiques par l'INRAP au printemps 2015.

### Objectifs
Le musée a comme objet de « raconte[r] le quotidien des populations civiles », « le sort des civils en période de conflit armé », tant pour celles du second conflit mondial que pour celles des autres conflits y compris contemporains.
Avec un budget de 4,1 M d'euros financé par la communauté de communes, la commune (1 M d'€ chacune), l'État, le département et la région (0,7 M d'€ chacun) le projet est considéré comme porteur économiquement avec des retombées économiques annuelles pour le territoire de 1,3 M d'euros.

## Collections et présentation
Les collections sont issues à titre principal de celles du Mémorial de Caen. Le parcours débute au deuxième étage par l'évocation de la période de l'Occupation, se poursuit au premier étage avec celle de la Libération et se termine au rez-de-chaussée avec la salle immersive .

### Les civils et l'Occupation
La présentation de cette section du musée est sombre car l'édifice ne dispose pas à ce niveau de lumière directe pour évoquer les difficultés de l'Occupation et ses conséquences. La France de Vichy, l'administration allemande, la vie quotidienne, la Résistance et la persécution des Juifs sont les thèmes évoqués dans cette section.

### Les civils et la Libération
Le premier étage dispose de lumière et la section évoque tout à la fois les joies de la Libération et la dureté de cet été 1944 avec l'exode, les bombardements et également la reconstruction,.

### La salle immersive
La salle immersive souhaite permettre aux visiteurs de s'imprégner de l'atmosphère des bombardements du fait d'effets visuels et sonores. Le film permet de rendre concrète la pratique des bombardements de ville aux visiteurs. Les vestiges dégagés lors des fouilles sont intégrés à la visite, les visiteurs pouvant voir les caves de la maison détruite au travers d'un sol dallé de verre.